# Edificio de los Servicios Públicos de Chillán
El Edificio de los Servicios Públicos de Chillán, también conocido como "La Gobernación", es un recinto chileno de carácter gubernamental, ubicado en el centro de la ciudad de Chillán, adyacente a la Catedral, el Edificio Paseo Los Héroes, los Edificios Municipales de Chillán y la Plaza de armas de la ciudad.
En su interior alberga a los servicios regionales de los ministerios de Educación, Hacienda, Obras Públicas y Secretaría General de Gobierno, además de Coordinación regional de seguridad pública, Gobierno Regional de Ñuble, Delegado presidencial regional de Ñuble, Gobernador regional de Ñuble y los servicios públicos Registro Civil, Superintendencia de Educación, Servicio de Impuestos Internos, Superintendencia de Servicios Sanitarios y Tesorería General de la República y Tribunal Electoral Regional, junto a las oficinas del Ministerio de Obras Públicas relacionadas con Arquitectura, Contabilidad y Finanzas, Fiscalía, Obras Hidráulicas, Planeamiento y Vialidad.

## Historia
Antiguamente el cuadrante correspondiente al actual edificio albergó a la Intendencia de Ñuble, este fue planeado por el arquitecto Víctor Henry de Villeneuve en 1889, quien ya se había encargado de la remodelación del extinto Almacén Brunet de Chillán. En 1910 y gracias a las gestiones del intendente Vicente Méndez Urrejola, el edificio terminó de construirse, sin embargo, tras el terremoto de Chillán de 1939, la Intendencia de Ñuble fue reducida a escombros, lo que obligó a crear una nueva edificación.
El proceso de construcción fue llevado a cabo entre los años 1940 y 1942. El proyecto original contemplaba la construcción de este edificio y una extensión de este hacia el norte hasta la calle Gamero, además de la ampliación del área verde ubicada al interior, denominada Patio de los Naranjos. La obra fue paralizada en dos ocasiones, la primera instancia por falta de recursos y la segunda por falta de materiales, en este caso, clavos.
Fue finalizada con un total de dos pisos, sin embargo, en 1960, se añadió un tercer piso.
Tras el Golpe de Estado de 1973, el intendente Juan de Dios Fuentes fue detenido y sacado del recinto por militares. Para el año 1974, la Provincia de Ñuble pasó a depender de la Región del Biobío y el edificio se convirtió en sede de la Gobernación Provincial de Ñuble.
En 2012, fue remodelado el Salón Arturo Prat, labor del gobernador provincial Eduardo Durán quien la modificó con capacidad de 105 personas.

### Región de Ñuble

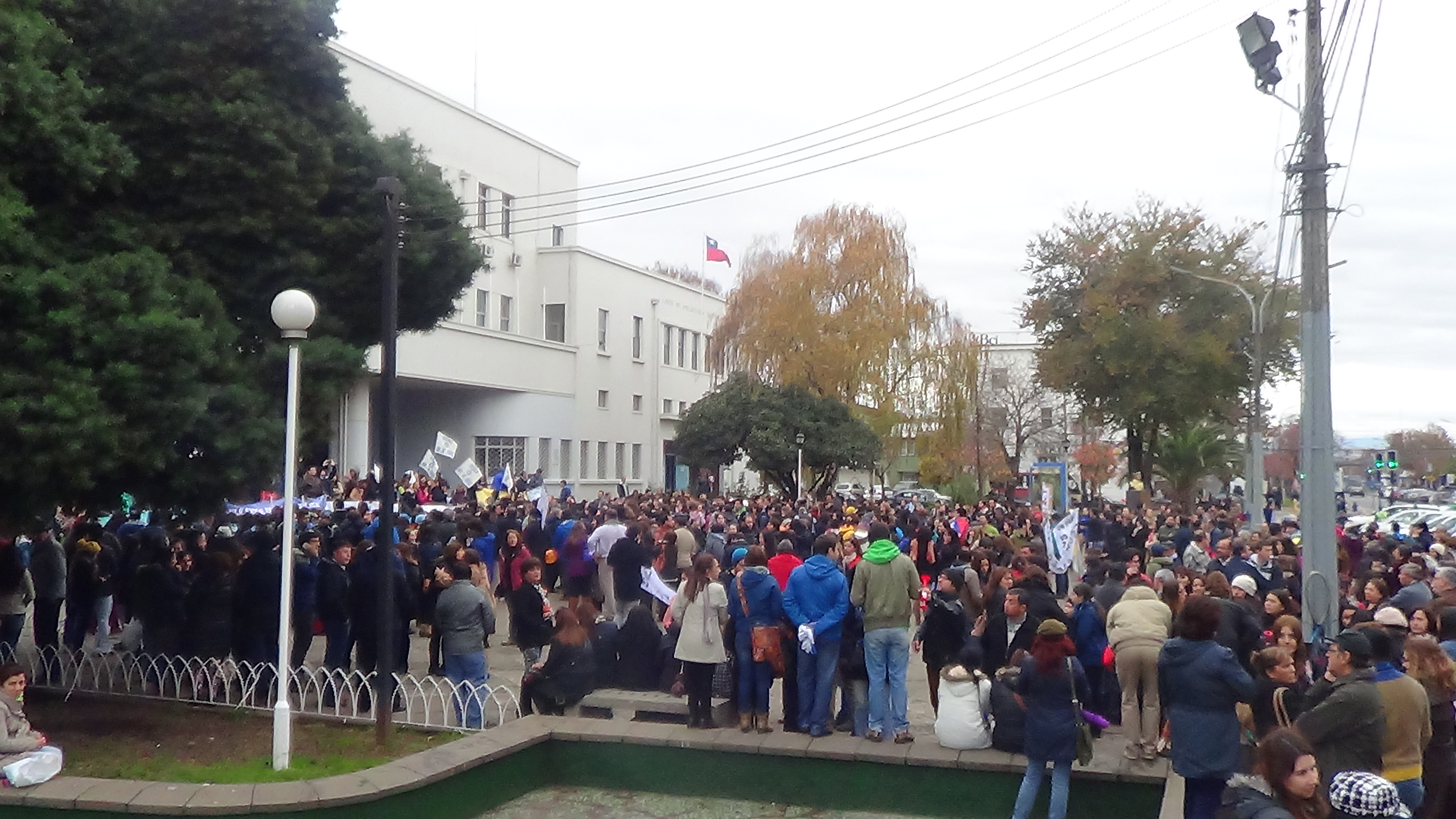
Manifestación en la explanada del edificio, durante las movilizaciones estudiantiles en Chile de 2015, junto a pileta.

La creación de la Región de Ñuble con Chillán como capital regional y Bulnes como provincial obligó a trasladar ciertos servicios provinciales para ser reemplazados por otros de carácter regional.
Los primeros cambios estructurales del edificio fue la instalación de un ascensor, además de la creación de un mural representativo de la zona, cual sería eliminado al año siguiente, como primera medida de Martín Arrau en la intendencia y que generó descontento ciudadano. Las obras de remodelación del edificio fueron culminadas en agosto de 2018, en la cual, sólo para el tercer piso cual alberga la intendencia, se invirtieron alrededor de 170 millones, mientras que en los demás pisos que albergan otros servicios públicos, se gastaron 44.064.195 pesos. Para realizar este trabajo, el equipo de la antigua gobernación de Ñuble, liderado por Paola Becker, tuvo que trasladarse a las dependencias del Cuerpo de Bomberos de Chillán, suceso que fue llevado a cabo el día 26 de junio, fecha de aniversario de la fundación de Chillán

## Arquitectura

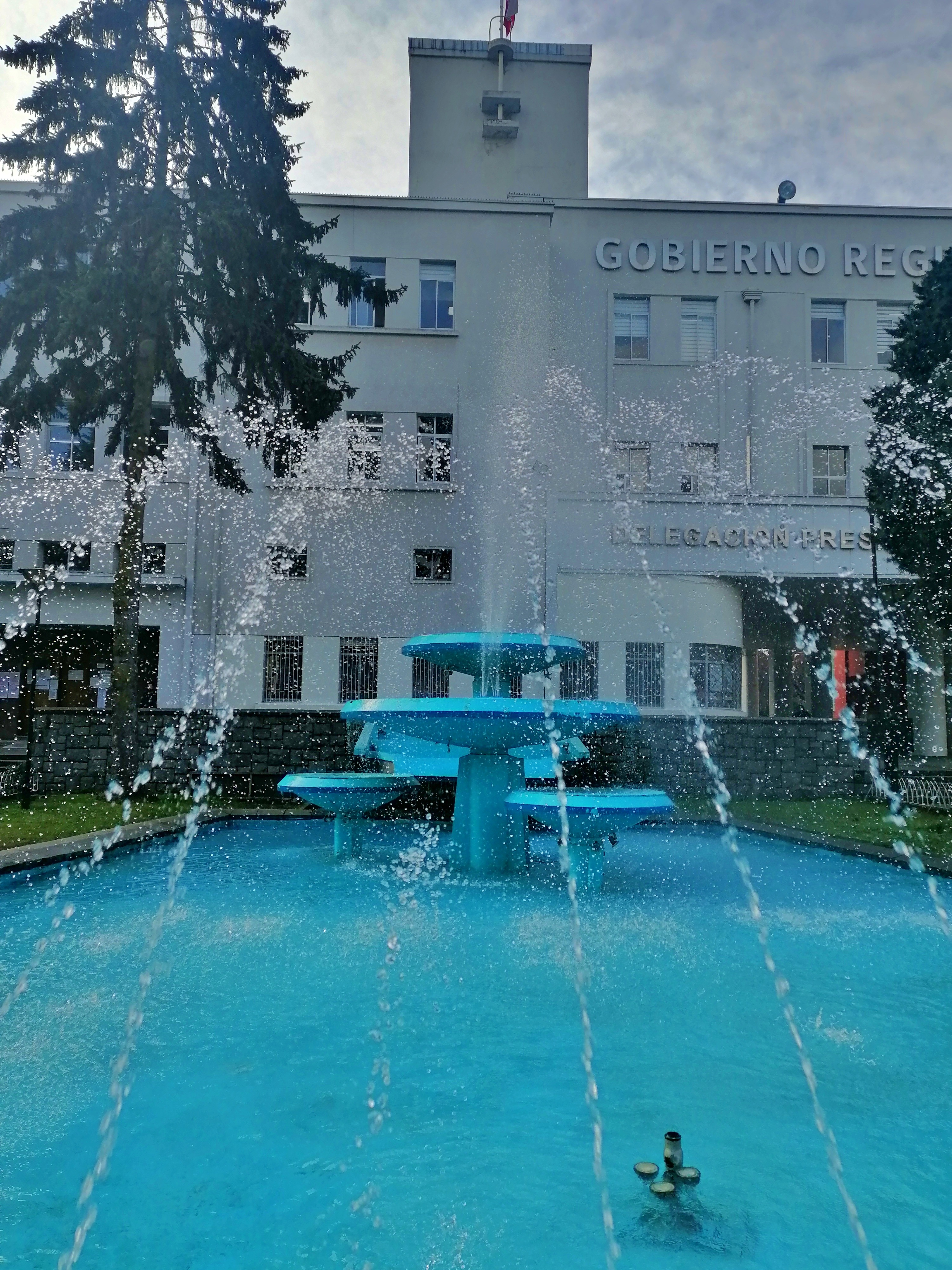
Pileta del edificio

Es un edificio correspondiente a la arquitectura racional. Está conformado de manera aislada, ocupando una cuadra completa, cuyos cimientos, sobrecimientos, muros de carga y pilares son de hormigón aislado. Su tabiquería es de metal sin relleno, mientras que el piso es de losa de hormigón. El techo de la estructura tiene cerchas de metal, con cubiertas metálicas.
En el exterior del edificio se encuentra una explanada cual ha sido usada como lugar de protestas, conmemoraciones, escenario de conciertos y festivales. La ornamentación de esta explanada contiene también una pileta con revestimiento de gres cerámico y un busto dedicado a Arturo Merino Benítez.